# Bella è la gioventù
Bella è la gioventù è un racconto di Hermann Hesse scritto nel 1907. È incentrato, in forma di ricordo, sull'esaltazione dell'età mitica della giovinezza, descritta con toni intensi e suggestioni autobiografiche. Fu pubblicato la prima volta nel 1916 da S. Fischer Verlag.

## Trama
Il racconto è narrato in prima persona dal protagonista, di nome Hermann, che rievoca l'anno in cui, divenuto giovanotto dopo un lungo soggiorno all'estero, fece ritorno nella città della sua infanzia e adolescenza per trascorrervi il periodo estivo delle vacanze dal lavoro. Egli descrive così l'entusiasmo e la nostalgia nel ritrovare tutto quello che un tempo aveva lasciato: dall'incontro con la sorella Lotte e il fratello Fritz, al ritorno nella casa dei suoi genitori, fino a un fugace riavvicinamento ad una ragazza, Helene Kurtz, di cui era stato innamorato. 
Tutto divenne occasione per fargli rivivere lontane immagini di giorni passati. Nei primi giorni, dopo aver fatto visita alla casa degli zii, dove passò a salutare anche una sua anziana prozia, fu intrattenuto dal fratello Fritz che gli mostrò eccitato una scatola piena di polvere da sparo e fuochi d'artificio, che presto avrebbero fatto esplodere insieme come una volta. La sorella lo informò invece dell'imminente arrivo in casa loro di una sua amica, Anna Amberg, che si sarebbe fermata per qualche settimana; la mente di Hermann, però, continuava ad essere rivolta ad Helene Kurtz, della quale disperava che potesse tornare a volergli bene come un tempo.
A poco a poco, tuttavia, egli cominciò ad apprezzare la vicinanza della nuova arrivata Anna Amberg, abituandosi alla sua compagnia piuttosto cameratesca. Dopo l'eccitazione dei primi giorni, le vacanze acquisirono man mano un carattere di tranquillità e naturalezza, trascorrendo piacevolmente tra escursioni sul monte Hochstein, giochi pirotecnici con Fritz, uno spettacolo circense, visite alle cugine a casa dello zio Matteo, e colloqui in famiglia, specialmente con la mamma preoccupata per la fede religiosa del figlio.
Quando arrivò l'ultimo giorno delle vacanze estive, «lungamente temuto», Hermann, salito sul monte con Anna, fu in procinto di farle una dichiarazione prima della partenza, ma lei lo fermò confessandogli che anche lei era in pena d'amore per un altro, e gli propose pertanto di restare amici, complici e spensierati come lo erano stati in quei giorni.
Il racconto si chiude con l'addio del protagonista che prende congedo dalla famiglia e sul treno si allontana dalla città, mentre Fritz fa partire dei razzi dal giardino della loro casa in segno di saluto.

## Edizioni italiane
- Hermann Hesse, Bella è la gioventù, traduzione di Mirella Ulivieri, Roma, Tascabili Economici Newton, 1999, ISBN 88-7983-003-1.